# (4775) Hansen
(4775) Hansen est un astéroïde de la ceinture principale aréocroiseur.

## Description
(4775) Hansen est un astéroïde aréocroiseur. Il présente une orbite caractérisée par un demi-grand axe de 2,39 UA, une excentricité de 0,45 et une inclinaison de 9,3° par rapport à l'écliptique.

## Compléments